# Banco Central de Santo Tomé y Príncipe
El Banco Central de Santo Tomé y Príncipe (en portugués:Banco Central de São Tomé e Príncipe) es el banco central de Santo Tomé y Príncipe.

## Historia
Con la independencia de 1975, el gobierno convirtió la sucursal local del banco colonial portugués, el Banco Nacional Ultramarino, en el Banco Nacional de Santo Tomé y Príncipe, que asumió las funciones de banco central, banco de desarrollo y banco comercial. El gobierno creó un monobanco al poner al único otro banco comercial del país, el Banco Popular de Angola (anteriormente Banco Comercial de Angola y ahora Banco de Poupança e Crédito), bajo el control del Banco Nacional y al fusionar su caja de ahorros, la "Caixa de Crédito" .
En 1992, una ley de reforma dio como resultado que el Banco Nacional renunciara a sus funciones de desarrollo y banca comercial, centrándose en la banca central. Con esa reforma, el banco tomó su nombre actual. El banco sucesor de las funciones de banca comercial fue el "Banco Internacional de Santo Tomé y Príncipe" (BISTP).